# Municipio de Morgan (condado de Porter)
El municipio de Morgan (en inglés: Morgan Township) es un municipio ubicado en el condado de Porter en el estado estadounidense de Indiana. En el año 2010 tenía una población de 3684 habitantes y una densidad poblacional de 31,42 personas por km².

## Geografía
El municipio de Morgan se encuentra ubicado en las coordenadas 41°23′32″N 87°0′11″O / 41.39222, -87.00306. Según la Oficina del Censo de los Estados Unidos, el municipio tiene una superficie total de 117.24 km², de la cual 117,24 km² corresponden a tierra firme y (0 %) 0 km² es agua.

## Demografía
Según el censo de 2010, había 3684 personas residiendo en el municipio de Morgan. La densidad de población era de 31,42 hab./km². De los 3684 habitantes, el municipio de Morgan estaba compuesto por el 96,72 % blancos, el 0,65 % eran afroamericanos, el 0,22 % eran amerindios, el 0,33 % eran asiáticos, el 1,19 % eran de otras razas y el 0,9 % eran de una mezcla de razas. Del total de la población el 4,59 % eran hispanos o latinos de cualquier raza.